# Fu Chunyan
Fu Chunyan (* 28. Dezember 1989 in Qiqihar) ist eine chinesische Eisschnellläuferin.
Fu startete zunächst ausschließend auf nationaler Ebene, wo sie schon im jugendlichen Alter zu den besten Athleten der Disziplin gehörte. Nach einem fünften Rang bei der Chinesischen Mehrkampfmeisterschaft 2005, wo sie mit Abstand die jüngste unter den 24 klassierten Teilnehmern war, startete sie kurz darauf auch bei der Junioren-WM im finnischen Seinäjoki und platzierte sich dort im Mittelfeld. Der internationale Durchbruch gelang der Chinesin im Winter 2006/07. Zunächst absolvierte sie in Moskau ihre ersten Weltcupstarts, bei denen sie auf Anhieb unter die besten 30 kam und damit erste Punkte erreichte, anschließend gewann sie im Mehrkampf die Bronzemedaille bei der Junioren-WM in Innsbruck. Das gleiche Ergebnis erzielte sie im Teamlauf, wo sie und ihre Partnerinnen Li Haiyang sowie Wang Megying Rang drei unter zwölf Nationen erreichten. Anschließend gewann Fu zwei Silbermedaillen über 3000 und 5000 Meter bei der Chinesischen Einzelstrecken-Meisterschaft.
Ähnlich erfolgreich verlief die Saison 2008/09 für Fu. Sie erzielte konstante Ergebnisse im Weltcup – im Einzel häufig unter den besten 30, mit dem Team mehrere Top-Ten-Resultate – und wurde zudem sowohl über 3000 Meter als auch im Teamlauf Siegerin bei der Winter-Universiade in Harbin. Dieser Erfolg kam für die 19-jährige nach eigener Aussage sehr überraschend; sie habe nicht einen Moment damit gerechnet, dass sie Gold gewinnen könnte. Als nächstes Ziel erklärte sie die Teilnahme an den Olympischen Winterspielen 2010 in Vancouver. Mit weiterhin konstant guten Platzierungen zu Saisonbeginn 2009/10 qualifizierte sie sich für Olympia und belegte in Vancouver über 3000 Meter den 25. Platz, schnitt also in etwa so gut ab wie im Weltcup.

## Eisschnelllauf-Weltcup-Platzierungen
| Platzierung              | 100 m | 500 m | 1000 m | 1500 m | 3000 m | 5000 m | 10.000 m | Team | Gesamt |
| ------------------------ | ----- | ----- | ------ | ------ | ------ | ------ | -------- | ---- | ------ |
| 1. Platz                 |       |       |        |        |        |        |          |      |        |
| 2. Platz                 |       |       |        |        |        |        |          |      |        |
| 3. Platz                 |       |       |        |        |        |        |          |      |        |
| Top 10                   |       |       |        |        |        |        |          | 7    | 7      |
| Stand: 17. Dezember 2010 |       |       |        |        |        |        |          |      |        |